# Realpolitik
| Realpolitik |
| --- |
| Järnkanslern Otto von Bismarck var realpolitiker. - Betydelse: Mer resultatstyrd än ideologisk politik, ibland opportunistisk. - Exempel på politiker: Camillo di Cavour, Otto von Bismarck och Henry Kissinger. - Bakgrund: I svensk skrift sedan 1894. |

Realpolitik är ett pragmatiskt politiskt synsätt där realistiska resultat anses viktigare än moraliska eller ideologiska principer. Det kan anses vara en synonym till kompromissvillig politik, eftersom kompromisser ofta är en grundförutsättning för att uppnå resultat. Två exempel på realpolitiker är Otto von Bismarck och Henry Kissinger.
Begreppet används ibland i nedsättande syfte, om politik och politiker som agerar utifrån opportunism och skrupelfrihet.

## Historiska exempel
Andra halvan av 1800-talet var en formande period för realpolitik. Mellan revolutionsåret 1848 och första världskrigets utbrott 1914 upplevde stora delar av Europa en industrialisering och modernisering, där realism och materialism var två andra slagord. De två nationalstaterna Tyskland och Italien föddes ur en mängd småstater, där realpolitiker i Preussen respektive Kungariket Sardinien stod för de avgörande insatserna. I Sardinien var de viktiga namnen Viktor Emanuel II, Camillo di Cavour och Giuseppe Garibaldi, och deras nationsbygge var inte grundat på en romantisk syn att låta Sardinien dominera över Italien.
Det nybildade Tyska riket växte i styrka genom liknande mål och medel. Ledaren von Bismarck valde att bygga landets internationella relationer på en maktbalans, där Tyska riket slöt ett antal avtal och allianser baserade på realpolitik och inte på det tidigare begreppet raison d'état.
Under 1900- och 2000-talet har namn som Henry Kissinger (från amerikansk höger) och Barack Obama (från amerikansk vänster) använt sig av realpolitiken som medel för att nå sina mål.